# John Scott (médecin néo-zélandais)
Pour les articles homonymes, voir Scott et John Scott.
Philipp John Scott, né le 26 juin 1931 à Auckland et mort le 20 octobre 2015 dans la même ville, est un médecin, chercheur et administrateur néo-zélandais,.

## Biographie
Diplômé de l'université d'Otago en 1955, il poursuit ses études à la Royal Postgraduate Medical School de Londres et obtient un doctorat en médecine en 1962 avec une thèse intitulée Studies on serum β lipoproteins in health and disease.
De retour en Nouvelle-Zélande, il travaille comme chercheur à l'université d'Otago, puis à l'université d'Auckland, étudiant notamment le métabolisme des lipoprotéines de basse densité, le cholestérol et la physiopathologie artérielle. 
De 1979 à 1987, il dirige le département de médecine de l'université d'Auckland, puis prend la tête de l'équipe académique de l'hôpital Middlemore pendant dix ans. Membre fondateur de Société d'histoire médicale d'Auckland, qu'il préside en 1976, il est président de la Royal Society of New Zealand de 1997 à 2000.
Il est nommé chevalier commandeur de l'ordre de l'Empire britannique le 1er janvier 1988 pour services rendus à la médecine.